# Episymploce javana
Episymploce javana är en kackerlacksart som först beskrevs av Morgan Hebard 1929.  Episymploce javana ingår i släktet Episymploce och familjen småkackerlackor. Inga underarter finns listade i Catalogue of Life.